# キヨシ・クロミヤ
キヨシ・クロミヤ（Kiyoshi Kuromiya、漢字：黒宮 清、1943年5月9日 - 2000年5月10日）は、日系アメリカ人の作家、公民権、反戦、ゲイ解放、HIV/AIDS活動家。

## 人物
第二次世界大戦中、ワイオミング州ハートマウンテンにあった日系アメリカ人強制収容所に生まれる。1960年代には、マーティン・ルーサー・キング・ジュニアの右腕となり、ベトナム戦争の反対者として著名になった。 

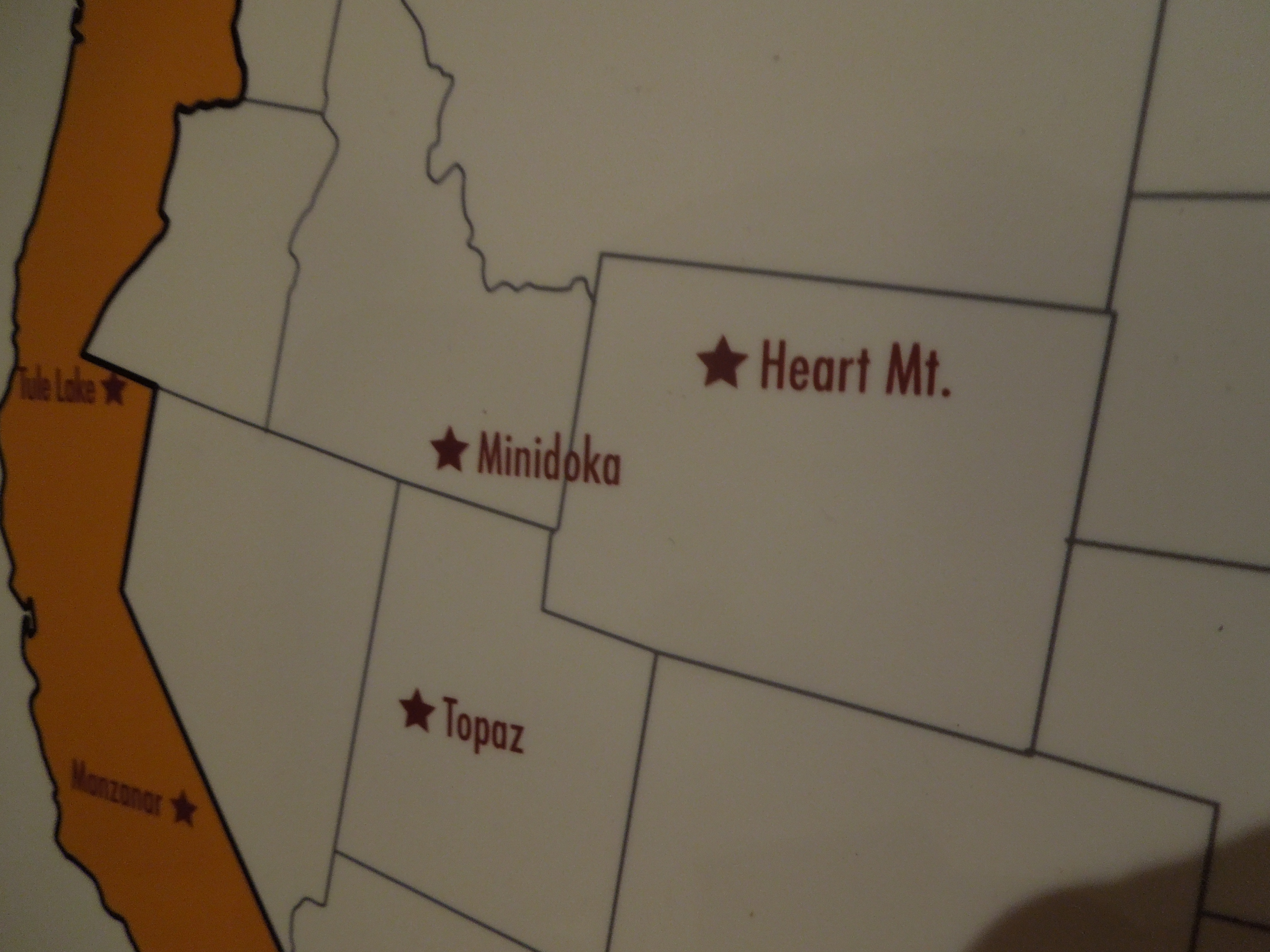
クロミヤ家が転居させられ、クロミヤが生まれた収容所の場所。

クロミヤは、フィラデルフィアゲイ解放戦線を創設し、「クリティカルパス」プロジェクトを設立した。また、HIV/AIDSと共に生きる人々によって、HIVと共に生きる人々のために作成された最初の医療・文化的能力ガイドラインであるACT UP注意基準の作成にも加わった。

## 家族と初期の生活
1943年5月9日、ワイオミング州のハートマウンテン移住センター日系人移住キャンプにて、日系アメリカ人の3世として生まれる。第二次世界大戦中、他の日系アメリカ人と共に家族で収容されていた。戦争終了後、一家は1年間オハイオ州に移り住み、その後カリフォルニア州モンロビアに落ち着くことになる。
カリフォルニアに住んでいた8〜9歳の頃には、男性に惹かれていることに気がついたと告白している。しかし当時、彼はゲイという言葉を聞いたことがなく、ホモセクシャルが何であるかを知らなかった。10歳のとき、公園で16歳の少年と一緒にいるところを警察に見つかり、「淫らで不道徳な生活を送る危険性がある」と警告されたことをきっかけに、クロミヤは両親に同性愛者であることをカミングアウトした。その罰として、少年院に3日間収監され、さらに裁判所から腺病質専門医によるホルモン治療を受けるようにとの命令が出された。しかし、クロミヤは「何をされているのかよくわからないということもあって、トラウマになった」という。クロミヤは、この治療で性欲が増すと警告されていたことから、この「男性」ホルモンの注入は、転換療法の初期の試みであったと推測される。性欲が高まり、声が出なくなっただけでなく、羞恥心と倒錯感が残る事件だった。このときの逮捕によって、自分が一種の犯罪者であると無意識に自覚するとともに、性的な羞恥心も感じはじめ、性的行為について公言を避けるようになったと述懐している。
1961年9月にベンジャミンフランクリン国費奨学金を受けて、フィラデルフィアにあるペンシルベニア大学に進学する。奨学金は、在学に必要なほとんどの費用のカバーできるほどの充実したもので、1500人の新入生の中で6人しか選抜されない狭き門だった。フィラデルフィアに移住した動機については、「兄弟愛の都市」という名前のみに基づいていると述べている。
大学ではデザイン学部の建築学の教授であったルイス・カーンに影響を受け、建築が人文科学の諸分野を包括する分野であると感じ、建築を学ぶことを決意した。しかし授業にはほとんど出席せず、「時間の無駄」「高校時代の教養に劣る」と考えていた。その代わり、フィラデルフィアのレストランを紹介するガイドブックを制作・出版し、その売り上げでかなりの収入を得ることができた。

## 学生運動と公民権運動への関与
在学中に、クロミヤは人権活動への関わりを深めるようになる。それは彼の性的指向に加え、ペンシルベニア大学が非常に閉鎖的であると感じたことが大きな要因であった。
クロミヤが本格的に積極行動主義の運動を開始したのは、大学1年生時に、人種平等会議のメリーランドの食堂での座り込みに参加したのがきっかけだった。
クロミヤは、アフリカ系アメリカ人の公民権取得運動を展開していたマーティン・ルーサー・キング・ジュニア牧師の「I Have a Dream」の演説に立ち会ったその夜、ラルフ・アバナシー牧師やジェームズ・ボールドウィンらとともにキング牧師に会った。1963年のワシントンD.C.への20万人デモの後、再びキング牧師と会ったクロミヤは、アフリカ系アメリカ人の公民権取得を通じてキング牧師と密接に協力していくことになる。
1965年3月7日、クロミヤをはじめとする活動家たちは、アラバマ州セルマからモンゴメリーへの公民権運動「血の日曜日事件」にて、セルマのペタス橋で負傷した人々を支援するため、ペンシルバニア州フィラデルフィアの独立記念館を、フリーダムホテルと名づけて占拠する行動に出た。
翌週の3月13日、アラバマ州のセルマからモンゴメリーへの行進を前に、クロミヤ、キング牧師、フレッド・シャトルスワース師、ジェームズ・フォルマンは、モンゴメリーの州議事堂まで黒人高校生の選挙人登録行進を先導している最中に保安官代理とそのボランティアに襲撃された。この事件でクロミヤは血まみれになり、頭の傷を20針縫う大けがを負った。警察の情報遮断で当初は死亡したと思われたが、ゲイの病院関係者の助けでマスコミに連絡することができた。
クロミヤは入院し、警察は封鎖される事態となったが、翌日、この事件について郡庁長から謝罪を受けたキング牧師は「南部の警官が公民権活動家を負傷させたことを謝罪したのは初めてだ」と述べた。
また、クロミヤに暴行を加えた保安官ボランティア部隊（白人市民会議またはKKKと同じ）を解散させるという、保安官からの署名入り声明文も受け取った。クロミヤはキング牧師のみならず、さらに家族とも親しく交際するようになり、キング牧師が暗殺された際には、アトランタの葬儀の期間中、牧師の子供たちの世話をした。

## 反戦デモ
クロミヤは、1967年頃から反戦運動にも深く関わるようになる。1967年10月20日から21日、クロミヤはアビー・ホフマンが主催した「ペンタゴンを空中浮揚」（英: levitation of the Pentagon）させようとする大規模なデモ「ペンタゴン大行進」に参加し、デモ参加者が手をつなぎビルを囲むパフォーマンス・アートで抗議した。
パフォーマンスには失敗したが、代わりに他のデモ参加者とともに周辺の警察のバリケードを集めて火をつけ、国防総省の長さ全体に及ぶ焚き火の列を作った。翌1968年には、ダーティ・リネンというペンネームで、ビル・グリーンシールズ（英: Bill Greenshields）がにやけながら徴兵証を燃やしている写真の下に「FUCK THE DRAFT（徴兵制なんてクソ食らえ）」という文字を大きく配置した郵便配布用のポスターを制作した。
その年の後半、クロミヤはアメリカの郵便制度を利用して犯罪を誘発したこと、および公序良俗に違反するポスターを作ったという名目で、FBIに逮捕されることになる。
クロミヤはそれでも、1968年のシカゴのコンラッド・ヒルトン・ホテルでの民主党全国大会で、デモを警戒してマシンガンを持つ警官たちに囲まれる中、2000部のポスターを配り続けこのポスターの普及に努めた。クロミヤは暴力は受けなかったものの、その後3年間、「FUCK THE DRAFT」の裁判で闘うことになった。1971年6月7日、最高裁のコーエン対カルフォルニア州裁判において、このフレーズは言論の自由の下で保護されると判断され、最終的に棄却された。
1968年4月26日、ペンシルバニア大学においてクロミヤが発起人となり、2000人を集めたペンシルバニア史上最大の反戦デモを行う。架空の団体「Americong」が、ベトナム戦争でのナパーム弾使用に抗議して、大学図書館の前で罪のない犬をナパーム弾で焼く予定であるというビラを印刷し貼るという内容であった。
デモに先立つ数日間、市長と警察署長は、デモを実行した者は相当の間刑務所に入ることになるだろうと警告を発していたが、それが却ってデモを過激化させた。抗議の日、クロミヤは「おめでとう、君は罪のない犬の命を救ったんだ。では、生きたまま燃やされた何十万人ものベトナム人はどうだ？」と書かれたビラを配った。

## ゲイ解放闘争
公民権と反戦運動への関与に加えて、クロミヤはゲイ解放運動に非常に積極的に参加した。1965年7月4日、独立記念館で行われた最初のアニュアルリマインダー抗議集会で、彼は正式にゲイであることをカミングアウトした。ワシントンDCとニューヨーク市でも同様のデモが行われ、フィラデルフィアのデモには12人の活動家が参加した。このイベントは1969年まで5年間にわたって行われ、人々が公に集まって同性愛者の平等な権利を要求した、有史以来初めての出来事であった。
クロミヤは、1969年、ストーンウォールにおける暴動に続き、フィラデルフィアで開催されたホモファイル・ムーブメントの会合に参加していたバジル・オブライエンとともに、ゲイ解放戦線（Gay Liberation Front、GLF）を設立した。
クロミヤは、ゲイ開放の背景には、性的アイデンティティに起因する孤独に対処するための、一種の男性意識の向上があったと述べている。　
当時のGLFは、アフリカ系、ラテン系、アジア系の多様なアメリカ人を含んではいたものの、10人少々の小さな集団にすぎなかった。
しかし、GLFは、ストーンウォールの後に結成されたいくつかの同種グループよりも過激だった。クロミヤの指導の下、GLFは多様な人々を採用し、ブラックパンサー党やヤングローズといったグループとも連帯した。1970年にテンプル大学で開催されたブラックパンサー党大会にGLFを代表してオープンリー・ゲイの代表として参加し、ゲイ解放を訴えて支持を得た。1970年にテキサス州オースティンで開催された全米ゲイ解放会議「Rebirth of Dionysian Spirit」への参加はクロミヤにとって、ゲイ解放闘争に対する考え方を変化させる出来事であった。
1972年、クロミヤはペンシルバニア大学キャンパス内で最初のゲイ組織「ゲイ・コーヒー・アワー」を創設。この活動は毎週キャンパスで開催されながらも学生以外にも開放され、あらゆる年齢のゲイにとってゲイバーに代わる空間として機能した。

## エイズ擁護と影響訴訟
1980年代初頭にアメリカでエイズの流行が始まると、クロミヤは、ACT UPフィラデルフィア支部の創設メンバーとして、多くのグループでエイズ活動家、研究者として幅広く活動するようになる。1989年にクロミヤ自身がエイズと診断された後、擁護活動はさらに激化した。クロミヤは「情報は力である」をモットーに、病気と向き合いながら知識を深め、後述のエイズ患者に対する医療用大麻の利用に関して国立衛生研究所の代替療法パネルに招待されるまでになった。 
ACT UP Standards of Care（ACT UP標準治療）の作成にも関与した。これは、HIVの人々のために、AIDSの人々によって作成された基準としては初めてのものになった。
クロミヤはまた、ニュースレター「クリティカルパス」を創刊し、世界中の何千人もの人々や、AIDS情報にアクセスできない何百人もの収監者たちに郵送した。彼はさらに、「クリティカルパス」をインターネットの創成期のWebサイトのひとつに発展させ、誰でもAIDSの最新情報が得られる、HIV治療についての最初のリソースを作り上げた。
後にこのサイトを通じて、クロミヤは24時間ホットラインを運営し、フィラデルフィアの数百人のHIV感染者に無料でインターネットを提供する「クリティカルパス・エイズ・プロジェクト」を設立している。
1990年代後半、クロミヤはいくつかの社会的にインパクトを与える訴訟（影響訴訟、impact litigation）に参加し、成功を収めた。1997年には、インターネット上でのエイズに関する性的な情報の流通を保護するために、言論の自由を拡大するために最高裁に提訴し、通信品位法を破棄させることに成功。  
1999年には、連邦政府による医療用大麻の禁止に反対する集団訴訟（Kiyoshi Kuromiya v. The United States of America）の原告として、エイズ患者への医療用大麻の合法化を求めた。彼は医療用大麻のバイヤーズクラブを運営し、フィラデルフィア地域の数十人のエイズ患者に公然と無料で大麻を提供していた経験から、大麻が初期のHIV治療薬の副作用を緩和し、人によっては既存の薬よりも効果的な治療法であることを訴えたのである。ただし、裁判所の判決はクロミヤに不利なものであった。

## その他
1970年代半ばに肺がんを克服し、バックミンスター・フラーとも親交を深め、フラーが1983年に亡くなるまでの約5年間、世界中を旅するとともに、フラーの最後期の著書6冊に共同執筆などで協力した。特に1981年に出版された『クリティカル・パス』は、科学技術が世界をより良くする可能性を説き、大きな反響を呼んだ。また、1983年、母親と一緒に自身が生まれた日系人収容所ハートマウンテンを訪れている。その経緯や経験が、政府、戦争、人種問題に対する考え方を育み、活動家となる基礎となったと回想している。
全米ランクレベルのスクラブル選手でもあった。
2000年に、57歳で死去。当初、死因はエイズによる合併症と報告されていたが、実際はガンによるものだった。

## 略歴
- 1962年：メリーランド州アバディーンにてCOREレストラン座り込み
- 1963年：マーティンルーサーキングスピーチ、8/28、リンカーン記念館、その後ウィラードホテル、ワシントンDCでキングに会う
- 1965年：アラバマ州モンゴメリーの州議会議事堂で負傷、有権者登録行進で黒人高校生を率いる
- 1965年：フィラデルフィアの独立記念館で、史上初の同性愛者の権利のためのデモを行う
- 1967年：ペンタゴンビルでの「夜の軍隊」行進[12]
- 1968年：リンカーンパークとコンラッドヒルトン、シカゴ、グラントパークでの民主党全国大会の暴動
- 1968年：アトランタのマーティンルーサーキング葬儀
- 1969年：フィラデルフィアのテンプル大学で開催されたブラックパンサー党の革命的人民憲法会議で講演
- 1970年：「ディオニュシアンスピリットの復活」、テキサス州オースティンで全米ゲイ解放会議[15]
- 1972年：コロラド州グランビーにて最初のレインボーファミリーギャザリング
- 1974-77年：転移性肺がんから生還
- 1978-83年：バックミンスター・フラーと一緒に世界中を旅し、彼の最後の6冊の本で協力（フラーは1983年に死亡）
- 1988年："We the People with Aids"の最初のメンバーとなる。フィラデルフィアのACT-UPのチャーターメンバー
- 1992年：ACT-UPメンバーがベルビュー・ストラットフォード・ホテルでのデモで負傷し、全国で多数のACT-UPが逮捕された
- 1996年：最初の強力なプロテアーゼ阻害剤の承認を推奨したFDAパネルの土曜日
- 1997年：クリティカルパスエイズプロジェクト-最高裁判所がインターネット検閲に関する通信品位法を覆す-訴訟を起こす
- 1999年：クロミヤvs.アメリカ合衆国-マリファナの医療使用に関する集団訴訟を起こす